# Marcel Pagnol

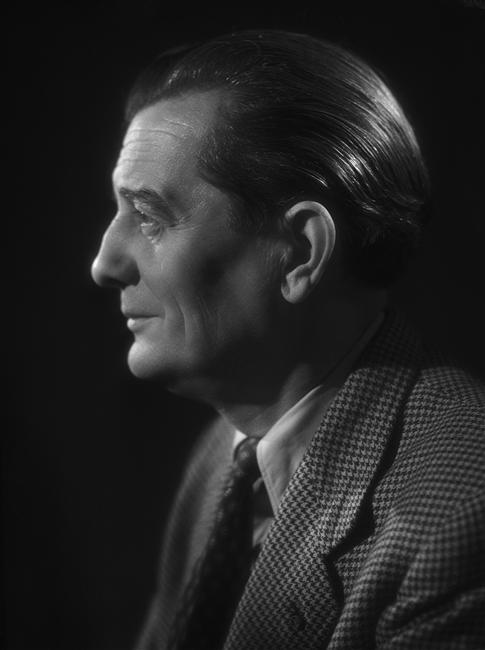
Marcel Pagnol (1948)

Marcel Pagnol (Aubagne, 28 februari 1895 – Parijs, 18 april 1974) was een Frans schrijver, toneelschrijver, en filmregisseur.
Op de middelbare school in Marseille richtte hij, samen met enkele medeleerlingen, het tijdschrift Fortunio, het latere Cahiers du Sud, op. In 1915 was hij reserveleraar op verschillende scholen. Van 1923 tot 1926 was hij leraar Engels op het Lycée Condorcet in Parijs.
Vanaf 1922 begon Pagnol toneelstukken te schrijven. De eerste bleven onuitgegeven. Samen met zijn schoolvriend Paul Nivoix schreef hij in 1925 Les Marchands de la Gloire. Een jaar later schreef hij Jazz, wat zijn eerste succes werd. In 1928 werd hij bekend bij het grote publiek met Topaze, het stuk dat zijn definitieve doorbraak betekende. Zijn stuk Marius, dat een jaar later werd opgevoerd verscheen, sloeg eveneens aan bij het grote publiek. De vervolgstukken Fanny (1932) en César (1946) verschenen in de jaren daarna. In Nederland worden ze nooit als trilogie uitgevoerd, maar ze zijn voor televisie bewerkt door Willy van Hemert met Ko van Dijk jr. in de hoofdrol.
Tussen 1933 en 1954 maakte Pagnol ongeveer 21 films. In 1945 trouwde hij met Jacqueline Bouvier (1920-2016), die onder de naam Jacqueline Pagnol in enkele van zijn latere films een rol speelt. Ze kregen twee kinderen: Frédéric en Estelle.
Pagnol werd in 1946 tot lid van de Académie française gekozen. Hij overleed op 79-jarige leeftijd.

## Filmografie, als regisseur
- 1933 - Le Gendre de Monsieur Poirier
- 1933 - Jofroi (met Vincent Scotto) (naar de novelle Jofroi de la Maussan van Jean Giono)
- 1934 - Angèle (met Fernandel) (naar de roman  Un de Baumugnes van Jean Giono)
- 1935 - Merlusse
- 1935 - Cigalon
- 1936 - Topaze
- 1936 - César (met Raimu)
- 1937 - Regain (met Fernandel) (naar de gelijknamige roman van Jean Giono)
- 1938 - Le Schpountz (met Fernandel)
- 1938 - La Femme du boulanger (met Raimu) (naar de roman Jean le Bleu van Jean Giono)
- 1940 - La Fille du puisatier (met Raimu en Fernandel), opnieuw verfilmd door Daniel Auteuil in 2011[2]
- 1941 - La prière aux étoiles (onvoltooid)
- 1945 - Naïs (met Fernandel) (naar Naïs Micoulin van Émile Zola)
- 1948 - La belle meunière ( met Tino Rossi) (in kleur)
- 1950 - Topaze (met Fernandel)
- 1952 - Manon des sources (in 1986 opnieuw verfilmd door Claude Berri, onder de gelijknamige titel)
- 1952 - Ugolin (vervolg op Manon des sources)
- 1954 - Les lettres de mon moulin (naar het werk van Alphonse Daudet)
- 1967 - Le Curé de Cucugnan (televisiefilm) (naar het verhaal van Alphonse Daudet)

- Bibsys: 90072423
- Biblioteca Nacional de España: XX1057889
- Bibliothèque nationale de France: cb119184123 (data)
- Catàleg d'autoritats de noms i títols de Catalunya: 981058521380806706
- CiNii: DA0189811X
- Gemeinsame Normdatei: 118591207
- International Standard Name Identifier: 0000 0001 2120 1141
- Library of Congress Control Number: n79093040
- Nationale Bibliotheek van Letland: 000048814
- MusicBrainz: 698fd393-689f-456b-8813-69a23eea6296
- Bibliotheek van het Japanse parlement: 00452014
- Nationale Bibliotheek van Tsjechië: jn19990006329
- Nationale Bibliotheek van Israël: 987007304867805171
- Nationale Bibliotheek van Polen: a0000002474630
- Nederlandse Thesaurus van Auteursnamen: 068437714
- Istituto Centrale per il Catalogo Unico: CFIV077698
- LIBRIS: 208636
- SNAC: w6tx3fx6
- Système universitaire de documentation: 027055752
- Trove: 941329
- Virtual International Authority File: 9851452
- WorldCat: E39PBJtCGmY8Gw6xPwr6XCgtKd